# Bellevue (Guyana francese)
Bellevue è un villaggio francese della Guyana francese di meno di 1 000 abitanti, frazione del comune di Iracoubo.
Si trova sulla Route Nationale 1, 8 km distante da Iracoubo, sulla strada per Saint-Laurent-du-Maroni.
I galibi abitano ancora a Bellevue, mantenendo le loro tradizioni.